# Antoine de Loménie
Antoine de Loménie de La Ville-aux-Clercs (1560 – Parigi, 17 gennaio 1638) è stato un politico e diplomatico francese.

## Biografia
Antoine de Loménie era figlio di Martial de Loménie, signore di Versailles (†1572 nel massacro della notte di San Bartolomeo) e di sua moglie Jacqueline Pinault.
Nel 1595 divenne inviato straordinario presso la corte di Elisabetta I d'Inghilterra per ottenere un'alleanza franco-inglese in funzione anti-spagnola. La sua missione non ebbe esiti positivi, ma il suo impegno gli valse la nomina da Enrico IV a segretario di stato della Navarra nel 1598. Divenne quindi segretario del cabinet du roi e poi primo cancelliere di Martin Ruzé de Beaulieu, segretario di stato per la Maison du Roi. Nel 1606, ottenne l'autorizzazione del re a succedere a quest'ultimo, cosa che avvenne nel 1613.
Negli ultimi anni di vita fu affiancato dal maggiore dei suoi figli che poi a sua volta gli succedette nella carica alla maison du roi alla sua morte, avvenuta a Parigi nel 1638..

## Matrimonio e figli
Sposò il 1º ottobre 1593 la nobildonna Anne d'Aubourg, signora di Porcheux (†1608). Da questa unione nacquero i seguenti figli: 
- Henri-Auguste de Loménie (1595-1666)
- Catherine Henriette (†1667)
- Marie Antoinette

## Araldica
| Stemma | Descrizione                              | Blasonatura |
|        | Antoine de Loménie Signore di Versailles | Inquartato: al 1° e al 4° d'oro a due vacche di rosso; al 2° e al 3° d'argento, al leone rampante di rosso con coda biforcuta; su tutto, d'oro all'albero di verde posto su un tondo di nero; al capo d'azzurro, caricato di tre losanghe d'argento. Ornamenti esteriori da signore. Cavaliere dell'Ordine dello Spirito Santo. |